# 西黑崎站
西黑崎站（日语：／ Nishi-Kurosaki eki */?）是位於福岡縣北九州市八幡西區黑崎三丁目，筑豐電氣鐵道筑豐電氣鐵道線車站。車站編號為CK02。此站與鄰站黑崎站前站之間的營業距離只有0.2公里，在鐵路線中與松浦鐵道佐世保中央站至中佐世保站之間共同成為日本最短車站距離區間。車站北邊鄰接車廠（前西日本鐵道黑崎車廠）。

## 歷史
在1992年（平成4年）10月25日，西日本鐵道（西鐵）北九州線電車站啟用。同日，隨著北九州線砂津至黑崎站前之間廢止，為了方便乘客轉乘電車替代巴士，因此於西黑崎巴士總站旁設置車站。
隨著建設綜合商業設施COM CITY和西鐵黑崎巴士中心，鐵路走線進行遷移。於2000年（平成12年）11月27日把車站遷移至現處。後來，由於西鐵黑崎巴士中心啟用以及西黑崎巴士總站停用，現時此站作為再沒有轉乘巴士的功能。
2015年7月起，在鄰近醫院的贊助下得到此站的命名權，因此加設了「黑崎整形外科醫院站」的副站名。

## 車站構造
車站是一座地面車站，設有2面2線的相對式月台。此站是無人車站。

### 月台
| 月台 | 路線        | 方向                       | 備註 |
| ---- | ----------- | -------------------------- | ---- |
| 1    | ■筑豐電鐵線 | 永犬丸、楠橋、筑豐直方方向 |      |
| 2    | ■筑豐電鐵線 | 黑崎站前方向               |      |

※實際上沒有月台編號，上述的編號只用作列車運輸指令上使用。

## 使用狀況
在2019年度，1日平均上下車人次為151人，在筑豐電鐵車站中是最少人使用。以下為近年1日平均乘車人次列表。
| 上下車人次變化 | 上下車人次變化 |
| 年度           | 1日平均人次    |
| -------------- | -------------- |
| 2011           | 139            |
| 2012           | 146            |
| 2013           | 155            |
| 2014           | 141            |
| 2015           | 152            |
| 2016           | 152            |
| 2017           | 149            |
| 2018           | 122            |
| 2019           | 151            |

## 車站周邊
- 舒適酒店（日语：コンフォートホテル）黑崎
- 北九州預備校（日语：北九州予備校）黑崎分校
- 北九州市立筒井小學
- 筑豐電氣鐵道黑崎工場
- 三菱化學（日语：三菱ケミカル）福岡事業所
- 熊西郵局
- 國道3號
- 國道200號（日语：国道200号）
- AEON Town黑崎（日语：イオンタウン黒崎）

## 相鄰車站
筑豐電氣鐵道
筑豐電氣鐵道線
黑崎站前（CK01）－西黑崎（CK02）－熊西（CK03）
- 在1999年前，此站與鄰站黑崎站前站之間曾經設有黑崎車庫前站。

## 注腳
1. ↑  若包含電車線，最短站距為土佐電交通後免線一條橋停留場和清和學園前停留場之間（營業距離0.1公里，實測84米）
2. ↑   (pdf) (新闻稿). 筑豊電気鉄道株式会社. 2015-07-01  [2015-07-15]. （原始内容存档 (PDF)于2015-07-13） （日语）.
3. ↑  鉄道事業｜企業・グループ情報《西鉄について》 （页面存档备份，存于）（日語） 令和元年度 駅別乗降人員
4. ↑  国土数値情報　駅別乗降客数データ  （页面存档备份，存于）（日語） - 國土交通省，2020年9月19日參閲

## 外部連結
- 筑豐電氣鐵道 西黑崎站 （页面存档备份，存于）（日語）